# Tolken
Tolken (The Interpreter) er en politisk thrillerfilm fra 2005 instrueret af Sydney Pollack med Nicole Kidman, Sean Penn, Catherine Keener og danske Jesper Christensen på rollelisten.

## Plot
FN-tolk Silvia Broome (Nicole Kidman) kommer i livsfare, da hun ved et tilfælde overhører planer om et snigmord på en højtstående afrikansk politiker, den afrikanske statsoverhoved, diktatoren Edmond Zuwanie, som skal holde tale for FN’s Generalforsamling. FBI-agenten Tobin Keller (Sean Penn) og hans samarbejdspartner (Catherine Keener) får til opgave at beskytte hende. Men tingene kompliceres da der bliver sat spørgsmålstegn ved Broomes uskyldighed.

## Rolleliste
- Nicole Kidman som Silvia Broome, tolk for FN
- Sean Penn som Tobin Keller, U.S. Secret Service agent
- Catherine Keener som Dot Woods, U.S. Secret Service agent og Tobins samarbejdspartner
- Jesper Christensen som hollandske Nils Lud, tidligere lejesoldat og nuværende sikkerhedschef for FN
- Yvan Attal som Philippe Broullet
- Earl Cameron som Edmond Zuwanie
- Curtiss Cook som Ajene Xola.
- George Harris som Kuman-Kuman.
- Sydney Pollack som Jay Pettigrew

## Produktion
Filmen var den første der blev filmet i De Forenede Nationers hovedkvarter i New York City. Tilladelsen blev givet af Kofi Annan. Det var Sydney Pollacks sidste film som instruktør.

## Modtagelse
Filmen gik #1 på den amerikanske biografhitliste, ved dens udgivelse i maj 2005. Den solgte 49.708 billetter i Danmark.

## Ekstern henvisning
- Tolken på Internet Movie Database (engelsk)
- Tolken på Filmdatabasen
- Tolken på Scope
- Tolken i Svensk Filmdatabas (svensk)
- Tolken på AlloCiné (fransk)
- Tolken på MovieMeter (nederlandsk)
- Tolken på AllMovie (engelsk)
- Tolken hos American Film Institute (engelsk)
- Tolkens profil hos Encyclopædia Britannica Online (engelsk)
- Tolken på Turner Classic Movies (engelsk)